# Pleurophorina turgida
Pleurophorina turgida är en tvåvingeart som beskrevs av Borgmeier 1969. Pleurophorina turgida ingår i släktet Pleurophorina och familjen puckelflugor.
Artens utbredningsområde är Costa Rica. Inga underarter finns listade i Catalogue of Life.